# كأس روسيا البيضاء 2015–16
كأس روسيا البيضاء 2015–16 (بالروسية: Кубок Белоруссии по футболу 2015/2016)‏ هو الموسم 25 من كأس روسيا البيضاء. أقيم خلال الفترة 23 مايو 2015 وحتى 21 مايو 2016، وأشرف على تنظيمه اتحاد روسيا البيضاء لكرة القدم، وكان عدد الأندية المشاركة فيه 55، وفاز فيه توربيدو جودينو.